# 水原美々
水原 美々（みずはら みみ、1975年10月21日 - ）は、日本の元AV女優。
東京都出身、水原ミミ名前での出演作がある。

## 略歴
日本テレビ ロバの耳そうじで、チチダス美々としてお天気お姉さんを務め、ウェザーリポートテーマ・ソングの「LOVE LOVE CHU CHU」を歌う。その後アトラス21の「チチダスMiMiデビュー」でAVデビュー。
女優として映画・オリジナルビデオにも出演。

## 人物
趣味:音楽鑑賞。

## 作品

### アダルトビデオ（撮り下ろし 単体作品）
1995年
- チチダス MiMi デビュー（8月21日、アトラス21 5A-081） ※デビュー作
- チチダス・バニーは発情期（9月30日、アトラス21 OZ-5096）
- 快楽ホール（10月27日、アリスJAPAN KA-1759）
- NEO出血大制服 16（11月24日、アトラス21 OZ-5115）

1996年
- キューティバニー（8月10日、アトラス21/マーメイド MM-36）
- 秘書の唇は最高吸（9月13日、トライハートコーポレーション/ダイアナ DNA-007）
- 妖宴 2（10月25日、シェール HRC-243）
- レイニーブルー（11月30日、シェール HRC-247）
- リブロイド（12月27日、トライハートコーポレーション/ダイアナ DNA-018）
- 裸舞ジュース （トライハートコーポレーション/JRSS JRPP-023）

1997年
- 女教師いんらん痴漢電車（1月16日、笠倉出版社 AJV-7720）
- 痙攣潮吹き淫女（1月31日、トライハートコーポレーション/ピンクドラック 13P-033）
- 汚されたウエディング（3月3日、ロイヤル・アート DP-054）
- 女子校生「嬲る」 森本みう 水原美々（3月31日、二見書房 MV-132）
- 緊縛裏事件簿 マルチの女（7月25日、シネマジック VS-475）
- 奴隷女教師 恥辱の肉体授業（9月12日、シネマジック VS-482）
- 愛奴監禁・淫虐の夢魔（11月15日、大洋図書 605059）
- ぶち込んで！！（ネクストイレブン）
- スキャンダルドール （笠倉出版社 AJV-7724）

1999年
- 逆襲チチダスミミ 街頭逆ナンパスペシャル 水原美々（10月22日、KUKI/タンク KT-402）
- COSTUME-ECSTASY 4 水原ミミ（12月15日、ムーディーズ MDS-26）※「水原ミミ」名義

2000年
- 社長秘書レイプ 愚熱の崩壊（4月19日、アタッカーズ SHK-110）

2001年
- 大和撫子（4月1日、北都映像 HKT-10）※「水原ミミ」名義
- 人妻 淫らな情欲（8月10日、徳間ジャパン OPDZ-1017）※映画「人妻 淫らな情欲」のDVD版
- 盗撮された女 水原ミミ（ムーディーズ MDT-006）※「水原ミミ」名義

2002年
- ビアズリー的快楽人生 04（4月8日、チャンネルヴィ BKZ-04）※「水原みみ」名義
- 大和撫子的七変化 3 水原ミミ 森川はる希（11月30日、アルファーインターナショナル YTSD-03）※「水原ミミ」名義

2005年
- 8連続中出し精子まみれマンコ（5月16日、チャンネルヴィ NAME-03）※「水原ミミ」名義
- Feromon フェロモン媚薬 水原美々（9月22日、チャンネルヴィ FRMN-01）

### アダルトビデオ（編集もの、BESTもの、DVD ほか）
1996年
- NEO出血大制服 スーパー・コレクション 2（4月26日、アトラス21 6A-045）全7名
- アトラス GORGEOUS（8月30日、アトラス21 6A-085）全9名
  - アトラス GORGEOUS（2015年7月31日、アトラス21 AVD-050）全9名

- ナース倶楽部 11 水原美々 原田あかね ほか（9月22日、宇宙企画 MG-12）
- パンストビデオ 2 絶対！ パンスト大好き マガジン 橘未稀 水原美々 ほか（10月4日、アリスLAPAN KS-8065）

1997年
- 制服アイドルコレクション 2 矢吹まりな 宮木汐音 麻宮淳子 水原美々 ほか（4月7日、アトラス21 MM-54）全8名
- 新生スペルマ淫度10 PART 9（5月6日、笠倉出版社 AJV77-50）全10名
- 潮吹き倶楽部 4 水原美々 相沢奈保 ほか（5月31日、宇宙企画 MG-39）
- ハードコアMAX 暴力FUCKスペシャル 水原美々 細川しのぶ 柚木真奈（6月9日、ロイヤル・アート DP-056）全3名
- シェール プレミアムセレクション（7月30日、シェール HRC-267）全5名
- OL姦勤オフィス 性欲処理課の女たち（7月31日、エイトマン UE-007）全6名

1998年
- SUPERプリンセスFILE 2 おしゃぶり上手な女たち（3月15日、トライハートコーポレーション CHL-118）全5名
- 妖宴 特別編集版 池上恵美 水原美々 麻生早苗（3月31日、シェール HRC-279）全3名
- 奴隷狩り 大洋図書セルビデオコレクション 2（4月17日、シネマジック CN-252）全9名
- 奴隷女教師スペシャル 5（5月15日、シネマジック VS-513）全4名
- スーパーAV烈伝 2（12月14日、笠倉出版社 AJV79-01）全30名

1999年
- 巨乳美人妻 愛の官能劇場 1（1月2日、笠倉出版社 AJV79-06）全15名
- 妖宴 SPECIAL EDITION（5月25日、エッチ アール シー）他出演 若菜瀬奈、宮木汐音、麻生早苗、水原美々
  - 妖宴 SPECIAL EDIT（2001年3月23日、エッチ アール シー HDV-4）全5名

2000年
- THE SPANKING VOL.3（1月1日、シネマジック SO-36）全15名
- 完熟美女濃縮20連発 DXランジェリーコレクション 2（5月24日、笠倉出版社 AJV80-40）全20名
- コスプレドール（7月7日、メディアバンク AOD-005R）全4名
- AV2000 Vol.1（8月25日、メディアバンク ARD-023）全20名
- NURSE Collection（9月1日、ムーディーズ MDC-005）全8名 ※「水原ミミ」名義

2001年
- Lingerie Collection（1月1日、ムーディーズ MDC-017）全9名 ※「水原ミミ」名義
- IDOL Collection（2月1日、ムーディーズ MDC-019）全10名 ※「水原ミミ」名義
- NEO 出血大制服 完全版 2（2月9日、アトラス21 A01-021）全22名 
  - NEO 出血大制服 完全版 2（4月20日、アトラス21 AVD-056）全22名

- 早熟痴女スペシャル総集編 PART3（3月1日、グローリークエスト GDRS-03）全5名 ※「水原ミミ」名義
- SM エスエム（5月1日 VHS、ムーディーズ MDP-030）全4名
  - SM エスエム（2002年11月15日 DVD、ムーディーズ MDPD-030）全4名

- マウスペット20 おくちでGO！！ PART2（7月25日、シェール HRC-359）全20名
- かわいいおクチでナニするの？（11月8日、ジーオーティー DDD-006）全10名 ※「水原ミミ」名義
- SWEET バニー CLUB（11月13日、アトラス21 AVD-200）全16名
- 女子校生コスプレサイト PART2（11月21日、ジーオーティー RDD-005）全9名 ※「水原ミミ」名義
- sex Paradise アナタにおぼれたい（11月24日、ジーオーティー KDD-009）全6名 ※「水原ミミ」名義
- シェールベストセレクション 1 （11月30日、シェール HDV-002）全5名

2002年
- 絶頂騎乗位RIMIX Vol.2（1月25日、グローリークエスト ZC-02）全12名
- ため息☆吐息のひとりえっち（2月14日、ジーオーティー DDD-018）全11名 ※「水原ミミ」名義
- し･よ･う･よ…（3月14日、ジーオーティー KDD-022）全6名 ※「水原みみ」名義
- 死夜悪 THE BEST 14 社内陵辱秘書セレクト 山本美華 水原美々 桜井涼子（3月22日、アタッカーズ ATKD-007）全3名
- 後背位 12girls（6月27日、麒麟堂 DANO-002）全12名 ※「水原ミミ」名義
- フェロモンむんむんお姉さん 騎乗位特集（7月25日、ムーディーズ MDE-002）全34名
- イメクラSuper 2（10月5日、メディアバンク ARD-007）全12名
- 花弁曼茶羅 乱交スペルマまみれ21人（11月16日、帝國映像 DAHT-003）全21名

2003年
- レズって乱交！ 120分（1月16日、麒麟堂 DANT-007）全8名 ※「水原ミミ」名義
- 4時間 17人 の極生本番集（2月15日、アルファーインターナショナル NABD-02）全17名 ※「水原ミミ」名義
- 三十路の女 熟れた躰（3月1日、帝国映像 HKT-250）全10名
- 緊縛 Deluxe（3月14日、FIVE STAR DAJ-008）全8名
- 我慢の限界！！ Vol.7（4月12日、Blast Off DANB-015）全12名 ※「水原ミミ」名義
- 貴方の好みの衣装でしてあげる（5月10日、帝國映像 HKT-270）全11名 ※「水原ミミ」名義
- NEO出血大制服ノーカットVol.4 宮木汐音 水谷リカ 川奈ゆい 水原美々（8月29日、アトラス21 BVD-012）全4名
  - NEO出血大制服ノーカットVol.4 宮木汐音 水谷リカ 川奈ゆい 水原美々（2014年6月30日、アトラス21 AVD-018）全4名

- 死夜悪アンソロジー 4（9月8日、アタッカーズ ATAD-004）全26名
- AV女優とヤリたい！ 1（9月20日、トランスコーポレーション DEL-071）全9名 ※「水原みみ」名義

2004年
- 大乱交飛び交う精液（1月20日、トランスコーポレーション DEL-094）全21名 ※「水原ミミ」名義
- 乱！交楽園 2 10人の異常性欲女たちが複数の男相手に狂喜乱舞！（2月20日、トランスコーポレーション DEL-099）全10名 ※「水原ミミ」名義
- レズビアンと大乱交 ねっちょりラブ＆汁まみれの4ストーリー（3月20日、トランスコーポレーション DEL-108）全8名 ※「水原ミミ」名義
- ASIANS Black market part1 泉星香 水原美々（4月26日、アーバントレーディング TMG-026）
- 奴隷女教師EX2（5月28日、シネマジック DD-097）全14名
- ATLAS TWENTY ONE（8月20日、アトラス21 ATAD-004）全60名
- ナースSEX20年史 デラックス（11月12日、FIVE STAR DAJ-049）全15名
- Costume Player 2004 18コスプレイヤー4時間スペシャル（ガイアプロジェクト GB-007）全6名 ※「水原みみ」名義

2006年
- 水原美々 HISTORY（9月22日、アトラス21 AVD-331）※「チチダス MiMi デビュー」「チチダス・バニーは発情期」「NEO出血大制服」を収録
  - 水原美々 HISTORY（2014年4月30日、アトラス21 AVD-011）※「チチダス MiMi デビュー」「チチダス・バニーは発情期」「NEO出血大制服」を収録

2007年
- ザ・スパンキング 2（7月4日、シネマジック DD-141）全29名
- オフィスラブ・狂い泣きレイプ（10月31日、シネマジック DD-141）※「OL姦勤オフィス 性欲処理課の女たち/水原美々」「淫らな腰の天使たち/小室友里」を収録

2010年
- The Best of No.1 水原美々 Deluxe（4月9日、メディアバンク/FIVESTAR DAJ-M023）

2015年
- 奴隷女教師歴代ベスト聖職美女恥虐調教スペシャル（3月19日、シネマジック CMA-030）全10名

2018年
- 1990年代シネマジック 蔵出し映像セレクション（3月19日、シネマジック CMA-066）全21名
- 汚辱のキャリアウーマン 職業別マゾ牝肉奴調教録（10月19日、シネマジック CMA-073）全8名

発売年不明
- 早熟痴女（グローリークエスト GDR-013）VHS ※「水原ミミ」名義
- バニーなお姉さん（ダイレクトライン BO-01）VHS
- megahit 01 水原美々（メガヒット MH-01）VHS
- megahit 04 水原美々 ほか（メガヒット MH-04）VHS 全2名
- フェラチオオナニー生本番 12人90分スペシャル 20（ザ・スリーエレメンツ TE-020）VHS 全12名
- フェアリィ 妖精誕生 水原ミミ（北都映像 HKT-008）VHS ※「水原ミミ」名義
- SUPER大和撫子 VOL.2（北都映像 HKT-210）VHS 全4名 ※「水原ミミ」名義
- 超レア 痴女淫女 4時間（スパイシー SPC-007）DVD 全12名

### アダルトビデオ（無修正）
- パレード vol.50 HO-レズビアン 水原美々 大石光（2006年11月8日、J-Spot PKG-03）
- 悪女懺悔　水原美々 チチダスミミの悪行告白（バーチャルラブ）
- 中出しファイター 水原ミミ（JAPAN X）

### 映画
- BLOOD 狼血（1999年1月22日公開、日活）監督:鈴木浩介 - 16歳のユキ 役 [5]
- 女子アナ 盗撮下半身（1999年12月30日公開、エクセスフィルム）[6] 監督:佐々木乃武良 - 主演 共演:山内健嗣、佐倉萌、里見瑤子、岡田謙一郎  - 2011年12月19日「ノーパン女子 股間開放」に改題し、リバイバル公開[7]。
- 人妻 淫らな情欲（2000年7月12日公開、大蔵映画）監督:杉浦昭嘉 [8]

### オリジナルビデオ
- 女教師の危ない欲情（1996年12月21日、ピンクパイナップル）監督:清水こうせい - 主演 [9]
- 新任女教師 誘惑のレオタード（1997年5月22日、TMC）監督:成瀬正行 - 数学教師・北沢美樹 役 [10]
- 部下の若妻（1998年8月1日、ピンクパイナップル）監督:三宅雅之 [11]
- 監犯 LiFt（1998年11月20日、ボン・キン・ヘッド＝アイディ－アール）監督:吉田十徳 - 主演 [12]
- 重役秘書 安奈（1999年4月12日、ミュージアム）監督:油谷岩夫 [13]
- 盗撮！！高値の女（2001年8月22日、ジャンク）監督:佐々木乃武良 - 主演 [14]

## 書籍

### 写真集
- birthday（1995年10月15日、ぶんか社）撮影:平田友二 ISBN 9784821120642
- MADUMOISELLE 夕樹舞子 城麻美 有賀みほ 宮木汐音 ほか（1995年12月1日、ムッシュ企画）
- Wet Dream 完全露出裸美少女12人永久保存写真集（1997年11月25日、司書房）撮影:横山こうじ ISBN 9784812800843
- シネマジックSM全集 1 女教師篇 愛田るか 細川百合子 メイファ 風吹あんな 宏岡みらい 野坂なつみ かとう由梨 藤田リナ 風吹あんな ほか（1997年12月30日、三和出版）ISBN 9784883565962
- WET HEAVEN ウェット・ヘブン 麻生早苗 三浦あいか 水谷あみ 水原美々 ほか（1999年3月25日、司書房）撮影:横山こうじ 全11名 ISBN 9784812802380
- 恋旬（2001年4月20日、英知出版）撮影:飯野トオル ISBN 9784754212889
- 新弐拾手物語 水原美々 大石ひかる（?、スープレックス）撮影:高橋生建

### 雑誌
- 話のチャンネル 1995年5月6日号（日本文芸社）
- ザ・ベスト MAGAZINE Special 1995年10月号、1996年4月号、1997年1月号（ベストセラーズ）
- Dr.ピカソ 1995年10月27日号、1996年11月号（英知出版）
- WEEKLY プレイボーイ 1995年10月31日号（集英社）
- アクションカメラ 1995年11月号（ワニマガジン社）
- ビデオボーイ No.139 1995年11月号、No.151 1996年11月号（英知出版）
- ザ・ベストMAGAZINE POP VOL.2 1995年12月号（ベストセラーズ）
- Bejeans 1995年12月1日号（英知出版）
- PENTHOUSE SPECIAL 1996年1月号（ぶんか社）
- スコラ 1996年1月11日号（スコラ）
- マリア 1996年 Volume.2（1996年2月27日、ぶんか社）
- ミスターMAX 1996年4月号（大洋図書）
- ベストカメラ 1996年5月号、1997年9月号（少年画報社）
- Magazine Bang 1996年6月号（マガジン・マガジン）
- SUPERデラPin 1996年10月号、1997年3月号、5月号（英知出版）
- ベストビデオ 1996年11月号（三和出版）
- オレンジ通信 1996年11月号、12月号（表紙）（東京三世社）
- AVいだてん情報 1996年12月号 vol.68 ※付録:水原美々大型ポスター、1997年4月号（大洋図書）
- SUPER GALS NOW 1997年1月号 VOL.80、6月号 VOL.85（シュベール出版）
- zeppin 1997年1月号（ダイアプレス）
- ビデオ情報 ビデオ情報 1997年1月28日新春増刊号 No.96、2月28日爽春増刊号 No.97（日本文芸社）
- BIZARRE MAGAZINE NO.32 1997年5月号（司書房）
- 緊縛PRESS 1997年12月号（大洋書房）
- VIBES 2000年1月号（表紙）（海王社）
- インディーズネット 2000年7月号（サニー出版）CD-ROM 2枚付き
- デラべっぴん 2001年5月号（英知出版）

## テレビドラマ
- もう我慢できない! 第7話 私を疑うなんて!（1996年8月13日、フジテレビ系）

## テレビ番組
- ロバの耳そうじ[15][16](1994年10月3日 - 1996年3月28日、日本テレビ)
- スーパージョッキー（日本テレビ系列）
- HEN Vol.2 ちずるちゃんとあずみちゃん（テレビ朝日）

## CD
- LOVE LOVE CHU CHU～アンドロメダより愛をこめて～（1995年9月8日、パイオニア）PIDL-1161 - NTV系「どんまい!!ロバの耳そうじ」ウェザーリポートテーマ・ソング
  - 1 Love Love Chu Chu  Original Vocal Mix
  - 2 Love Love Chu Chu  Red Card Mix
  - 3 Love Love Chu Chu  Nao's Deliteful Mix
  - 4 Love Love Chu Chu  Original Sing Buck Mix（カラオケ）
- もっと もっと（1995年12月21日、パイオニア）PIDL-1173
  - 1 もっと もっと（オリジナル・ミックス）
  - 2 もっと もっと（もっとおセンチ・ミックス）
  - 3 もっと もっと（なんちゃってゴア・ミックス）
  - 4 もっと もっと（オリジナル・カラオケ）